# Амбелокипи (дем Амбелокипи-Менемени)
Вижте пояснителната страница за други значения на Амбелокипи.
Амбелокипи (на гръцки: Αμπελόκηποι) е град в Солунско, Егейска Македония, Република Гърция, център на дем Амбелокипи-Менемени, област Централна Македония с 40 959 жители. Амбелокипи е на практика северно предградие на Солун. В Амбелокипи е историческият парк Зейтинлък.